# Octobre 1779

## Événements
- 4 octobre : Fort Wilson Riot [1]; à Philadelphie, les prix augmentent de 45 % en un mois, provoquant troubles et agitation. En mai, une grande réunion non autorisée exige la baisse des prix. En octobre éclate l’« émeute de Fort Wilson », au cours de laquelle un groupe de miliciens se rend au domicile de James Wilson, riche avocat et chef révolutionnaire qui s’est opposé à la politique de contrôle des prix et à la constitution démocratique adoptée en 1776. La milice est éconduite par un bataillon composé de citoyens fortunés de la ville.

## Naissances
- 4 octobre : Auguste de Saint-Hilaire (mort en 1853), botaniste et explorateur français.

## Décès

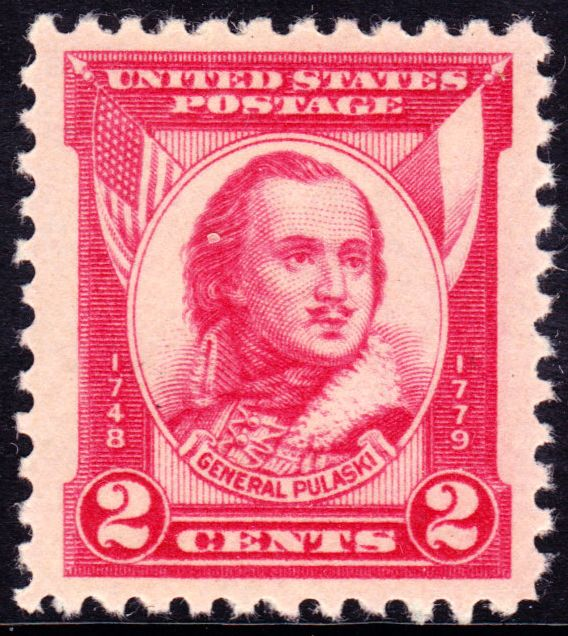
General Casimir Pulaski, 1931, timbre de 2 cents

- 11 octobre : Kazimierz Pułaski, « père de la cavalerie américaine » (° 4 mars 1745).